# 오토 아도
오토 아도(독일어: Otto Addo, 1975년 6월 9일 ~ )는 독일 출생 가나의 전 축구 선수이자 현 축구 지도자로 현재 가나의 감독을 맡고 있으며 선수 시절 포지션은 공격형 미드필더, 윙어였다.

## 수상

### 클럽
보루시아 도르트문트
- 독일 분데스리가 : 우승 (2001-02), 3위 (2002-03)
- DFB-리가포칼 : 준우승 (2003)
- UEFA 유로파리그 : 준우승 (2001-02)